# 방칸군
방칸군은 나콘시탐마랏주의 행정 구역이다. 이 지역의 총 인구 수는 2005년 기준으로 40498명이다. 인구 밀도는 67.3km2이다.

## 행정 구역
| 번호 | 지명       | 태국어 지명 | 빌리지 | 인구   |  |
| ---- | ---------- | ----------- | ------ | ------ |  |
| 1.   | Bang Khan  | บางขัน       | 18     | 12,253 |  |
| 2.   | Ban Lamnao | บ้านลำนาว    | 16     | 13,271 |  |
| 3.   | Wang Hin   | วังหิน        | 13     | 8,145  |  |
| 4.   | Ban Nikhom | บ้านนิคม      | 13     | 6,829  |  |

|  | 이 글은 지리에 관한 토막글입니다. 여러분의 지식으로 알차게 문서를 완성해 갑시다. |